# Пимен Великий
Пимен Великий (340 — около 450) — христианский святой, почитаемый в лике преподобных. Память совершается в Православной церкви — 27 августа по юлианскому календарю, в Католической церкви — 27 августа.

## Жизнеописание
Пимен Великий родился в Египте около 340 года. Уже в молодости он почувствовал тягу к уединённой монашеской жизни, увлёк этим двух своих братьев и они ушли в пустынный Скитский монастырь.
В 407 году набег берберов привёл к разрушению обители и монахи были вынуждены переселиться в развалины языческого храма Теренуфис. Там они и провели остаток жизни. Насельники нового монастыря вели столь строгий и аскетический образ жизни, что этими своими подвигами добродетели привлекли к себе внимание и стали почитаемы окрестными народами.
К Пимену стали стекаться те, кто нуждался в помощи и добром совете. Так на свет появился сборник наставлений, известный под названием «Афоризмы». Он включает в себя примерно 1000 афоризмов, из которых примерно четверть принадлежит самому святому Пимену Великому. Вот некоторые из них:

- Если мы скроем грехи братьев, то и Бог скроет наши грехи, и если ты увидишь согрешающего брата, не верь своим глазам и знай, что твои грехи подобны бревну, а грехи брата твоего подобны сучку, и тогда никогда не будешь приходить в смущение и соблазн.
- Злоба никогда не уничтожит злобы. Если кто тебе сделал зло, сделай ему добро, и твоё добро победит его злобу.

Прожив долгую жизнь, преподобный Пимен Великий скончался в возрасте около 110 лет.

## Гимнография
- Молитва

О дивный угодниче, преподобне отче наш Пимене, недоумеем мы, грешнии, по долгу восхвалити тя. Был бо еси монахов образ, исцелений податель, пустыни житель, безмолвия рачитель, страстей искоренитель и всякия добродетели учитель. Сего ради умильно к тебе припадаем и смиренно просим: от сокровищницы твоея подаждь и нашему убожеству. Смирением твоим нашу гордыню низложи; безстрастием наши страсти попали; бодрствованием дух лености от нас отжени; слезными токи наше нечувствие пробуди; бдением от нерадения нас возстави; молитвами в нас пламень молитвы возжги; любовию нас братолюбны сотвори; подаждь же нам дух кротости и смирения, дух чистоты и благочестия; от страстей убо нас свободи и ко истинному покаянию приведи. Ты бо во уме твоем непрестанно имел еси на Кресте распятаго за нас Сына Божия. Того сладчайшее Имя во уме и сердце непрестанно имети и нам, окаянным, подаждь, да любовию Тому горяще и грехи наша помышляюще, страшный оный День судный сретити уготовимся и в Царствие Небесное внити с тобою и всеми святыми сподобимся, славяще Отца и Сына и Святаго Духа во веки веков. Аминь.

- Тропарь, глас 8

Слез твоих теченьми пустыни бесплодное возделал еси,/ и иже из глубины воздыханьми во сто трудов уплодоносил еси,/ и был еси светильник вселенней, сияя чудесы, Пимене, отче наш,// моли Христа Бога спастися душам нашим.
- Кондак, глас 4

Светлых подвиг твоих, преподобне отче,/ наста днесь святая память твоя,/ души благочестивых веселящи,/ Пимене богомудре,// отче наш преподобне.

- Величание

Ублажаем тя,/ преподобне отче Пимене,/ и чтим святую память твою,/ наставниче монахов// и собеседниче Ангелов.